# Oodera
Die Gattung Oodera ist die einzige der Hautflüglerfamilie Ooderidae.

## Taxonomie
Die Gattung wurde 1874 von dem englischen Entomologen John Obadiah Westwood erstbeschrieben. Die Typusart ist Oodera formosa (Giraud, 1863). Der tschechische Entomologe Zdeněk Bouček führte 1958 die Tribus Ooderini innerhalb der Cleonyminae und Pteromalidae ein. Werner & Peters (2018) führten eine erste Revision der Gattung Oodera durch und ergänzten diese um 10 neu beschriebene Arten. Soliman, Gadallah & Al Dhafer (2019) fügten noch 4 neu beschriebene Arten von der Arabischen Halbinsel der Gattung hinzu. Burks et al. (2022) führten aufgrund molekularbiologischer und morphologischer Studienergebnisse eine Revision der Pteromalidae durch. In deren Rahmen wurde die Tribus Ooderini aus den Pteromalidae ausgegliedert und in den Rang einer eigenen Familie erhoben.

## Merkmale
Nach Werner & Peters (2018) sind die Erzwespen der Gattung Oodera zwischen 3,6 und 17 mm lang. Burks et al. (2022) beschreiben die Familie Ooderidae anhand folgender morphologischer Eigenschaften. Die Fühler weisen 11 Geißelglieder auf. Diese Anzahl beinhaltet 3 Keulenglieder (Tarsomere). Die Augen sind ventral divergierend. Der Clypeus besitzt eine quer gerichtete subapikale Furche. Das sklerotisierte Labrum ist freigelegt. Die Mandibeln besitzen 2 oder 3 schwach getrennte Zähne oder sie sind gekürzt. Die Seiten des verlängerten Pronotums sind divergierend, so dass dieses seitlich erweitert ist. Die Notauli sind vollständig. Sie sind gerade mit Ausnahme eines kurzen vorderen Abschnitts. Ferner treffen sie sich hinten beinahe. Dabei bilden sie ein ausgeprägtes 4-zackiges Muster mit den ebenfalls annähernd geraden Teils des transskutalen Gelenks, das entlang dem Vorderrand der Axilla verläuft. Das Mesoscutellum ist ohne ein Frenum, jedoch mit einem erweiterten Hinterrand, der einem Frenum ähnelt. Das Mesoscutellum ist ohne eine ausgeprägte axillulare Längsfurche, aber mit einer länglichen Skulptur im axillularen Bereich. Der mesopleurale Bereich ist ohne ein erweitertes Acropleuron. Das Mesepimeron reicht nicht über den Vorderrand des Metapleurons. Alle Beine weisen 5 Tarsenglieder auf. Die vergrößerten Profemora besitzen mehrere Reihen ventraler dornähnlicher Strukturen. Der protibiale Sporn ist kräftig und gebogen. Der Basitarsalkamm ist längs gerichtet. Das nicht erweiterte Metafemur ist ohne ventrale Zähne. Das Metasoma ist mit Syntergum und daher ohne Epipygium (Subgenitalplatte).

## Verbreitung
Die Gattung Oodera ist in der Alten Welt (Paläarktis, Afrotropis und Orientalis) sowie im Norden von Australasien (ohne den australischen Kontinent) heimisch. Bei den in Nordamerika vorkommenden Erzwespen der Gattung Oodera handelt es sich gemäß Werner & Peters (2018) um eine aus Europa eingeschleppte Population der Art Oodera formosa. Oodera formosa ist die einzige in Mitteleuropa vorkommende Art der Gattung.

## Lebensweise
Die Vertreter der Gattung Oodera sind parasitisch lebende Hautflügler. Zu den Wirten gehören holzbohrende Käferlarven, darunter Borkenkäfer, Buntkäfer, Nagekäfer und Prachtkäfer.

## Innere Systematik
Der Gattung Oodera sind folgende Arten zugeordnet:
- Oodera ahoma (Mani & Kaul, 1973)
- Oodera albopilosa Crosby, 1909
- Oodera arabica Gadallah & Soliman, 2019
- Oodera bestia Nikolskaja, 1952
- Oodera circularicollis Werner & Peters, 2018
- Oodera dakarensis Risbec, 1957
- Oodera felix Werner & Peters, 2018
- Oodera fidelis Werner & Peters, 2018
- Oodera florea Werner & Peters, 2018
- Oodera formosa (Giraud, 1863)
- Oodera gracilis Westwood, 1874
- Oodera heikewernerae Werner & Peters, 2018
- Oodera hoggarensis Hedqvist, 1967
- Oodera leibnizi Werner & Peters, 2018
- Oodera longicollis (Cameron, 1903)
- Oodera madegassa Boucek, 1958
- Oodera magnifica (Risbec, 1951)
- Oodera mkomaziensis Werner & Peters, 2018
- Oodera monstrum Nikolskaja, 1952
- Oodera namibiensis Werner & Peters, 2018
- Oodera niehuisorum Werner & Peters, 2018
- Oodera obscura Westwood, 1874
- Oodera omanensis Soliman & Gadallah, 2019
- Oodera pumilae Yang, 1996
- Oodera punctulata Rahmani & Rakhshani, 2023
- Oodera rapuzzii Soliman & Gadallah, 2019
- Oodera regiae Yang, 1996
- Oodera rufimana Westwood, 1874
- Oodera similis Gadallah & Soliman, 2019
- Oodera srilankiensis Werner & Peters, 2018
- Oodera tenuicollis (Walker, 1872)